# Новоизмайловское
Новоизма́йловское — муниципальный округ № 46, муниципальное образование в составе Московского района Санкт-Петербурга.
В южной части муниципального круга находится нежилая зона Предпортовая.
Главные магистрали — Ленинский проспект, Кубинская улица и Новоизмайловский проспект. На пересечении Ленинского проспекта, Новоизмайловского проспекта и Краснопутиловской улицы расположена площадь Конституции. Западнее Кубинской улицы проходит Западный скоростной диаметр.
На территории муниципального округа расположен парк Авиаторов.
У примыкания улицы Костюшко к Кубинской улице находится Городская больница № 26.

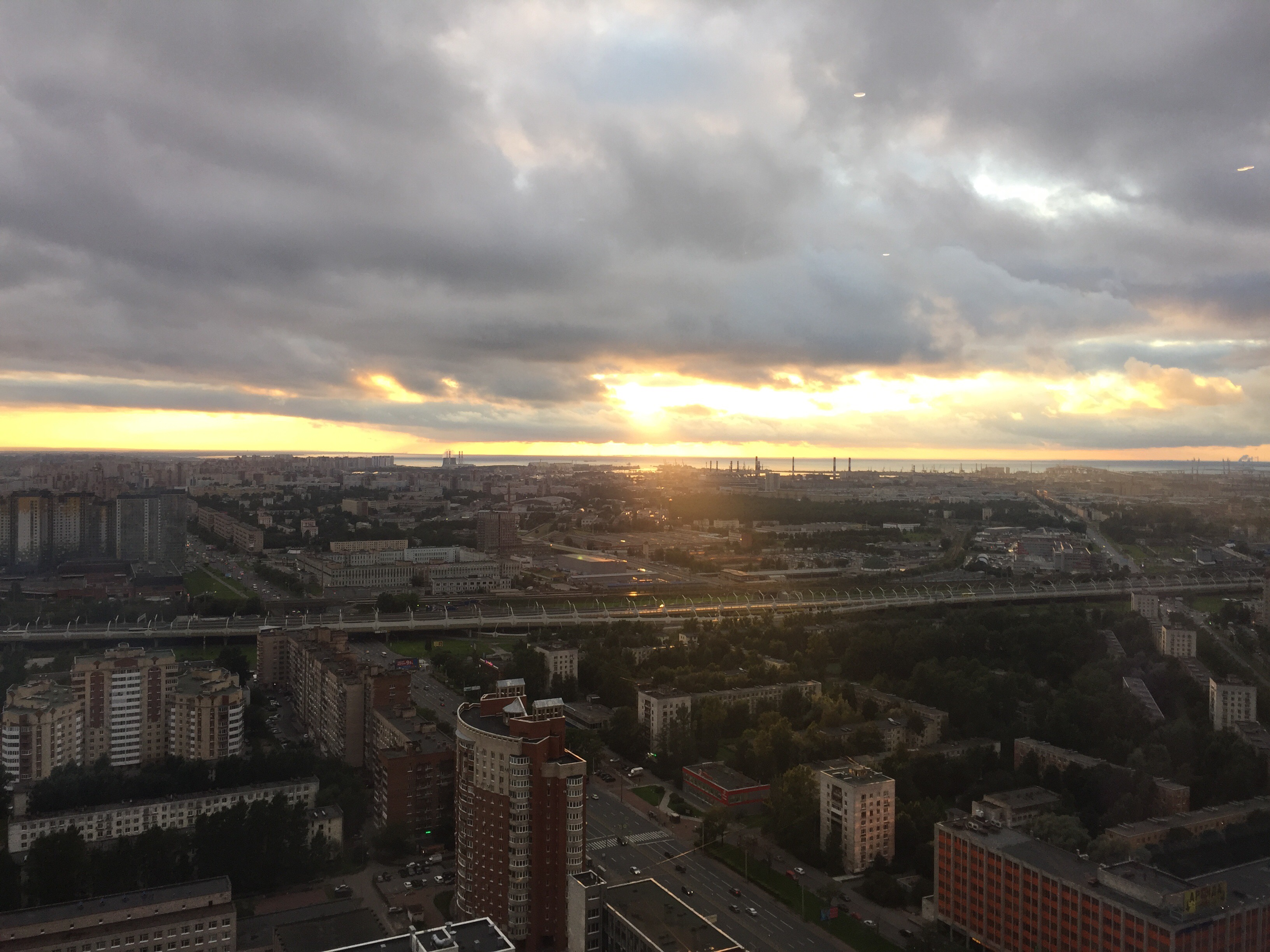
Вид с Лидер Тауэра

У площади Конституции находится высотное здание Лидер-тауэр.

## Население
| 2002    | 2010    | 2012    | 2013    | 2014    | 2015    | 2016    |
| ------- | ------- | ------- | ------- | ------- | ------- | ------- |
| 70 403  | ↗76 718 | ↗80 393 | ↗84 977 | ↗87 984 | ↗89 600 | ↗90 814 |
| 2017    | 2018    | 2019    | 2020    | 2021    | 2023    | 2025    |
| ↗92 431 | ↗94 135 | ↗95 094 | ↘94 339 | ↘85 444 | ↘84 009 | ↘83 286 |